# Ryutaro Matsumoto
Ryutaro Matsumoto (松本 隆太郎?, Matsumoto Ryūtarō; 16 gennaio 1986) è un lottatore giapponese, specializzato nella lotta greco-romana.

## Palmarès
- Giochi olimpici

Londra 2012: bronzo nei 60 kg.
- Mondiali

Mosca 2010: argento nei 60 kg.
- Giochi asiatici

Canton 2010: bronzo nei 60 kg.